# Devi (film 1999)
Devi – indyjski dramat z elementami fantazji zrealizowany w 1999 roku w języku telugu.
Sanskryckie słowo Devi jest tytułem niejednego indyjskiego filmu (w tym najsławniejszego Bengalczyka Satyajit Raya). Oznacza boginię i jest utożsamiane z Shakti – żeńskim pierwiastkiem boga, małżonki Śiwy. Tu jest imieniem pomniejszej bogini uwikłanej w ludzkie sprawy. Wężowy Król powoli spływający na ziemię w fantazyjnym statku kosmicznym, ogniste kręgi broniące przed skrzywdzeniem, motyw demona przyjmującego ciało to budzącego współczucie dziecka, to ukochanego mężczyzny. Ludzka chciwość i intrygi zmierzające do obrabowania sieroty, prawda serca na ustach złoczyńców dzięki interwencji sił boskich. Przekonanie niedowiarka o Mocy i Obecności Boga. Łączenie się w pary. Próba odwrócenia przeznaczenia poprzez wyrzeczenie, post, modlitwę i całkowite skupienie uwagi tylko na osobie bóstwa.

## Fabuła
Święto podczas którego wężowe panny pojawiają się na ziemi pod postacią dziewcząt. Devi (Prema), córka Króla Wężów zwabiona pięknem jelonka biegnie za nim mimo ostrzeżeń, że za chwilę nastąpi zaćmienie księżyca, a ona przemieniona w kobrę stanie się na ziemi bezbronna. Ich słowa sprawdzają się. Mimo swego jadu kobra zaczyna słabnąć w walce z przemienionym w ognisty krąg jelonkiem. Upokorzony przez jej ojca demon Dantra (Abu Salim) szuka zemsty na niej. W ostatniej chwili ratuje ją przed śmiercią przechodzący tamtędy mężczyzna. Ku rozpaczy jego córki i radości brata walka z demonem kończy się dla niego śmiercią. W takiej sytuacji wężowa bogini Devi czuje się zobowiązana zostać na ziemi, by zatroszczyć się o los osieroconej Sunity. Obronić ją przed żądną jej majątku rodziną stryja. Wydać ją szczęśliwie za mąż oddając pod opiekę kochającego męża.

## Obsada
- Prema – Devi
- Vanitha
- Abu Salim – Dantra (wąż – demon)
- Bhanuchander
- Showkar Janaki
- Babu Mohan
- Master Mahendran
- Shiju – Vijay